# Plattbro

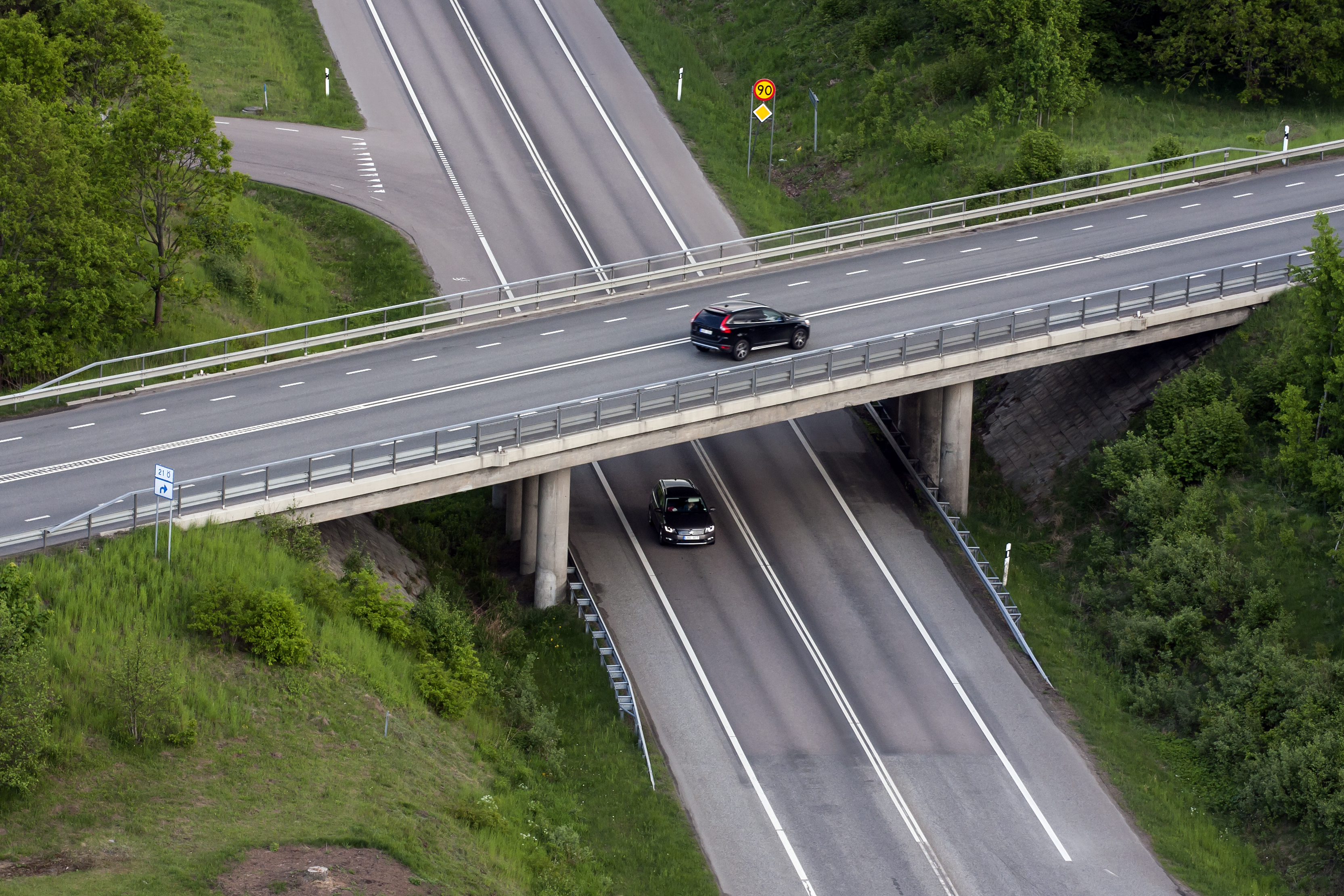
Enkel plattbro av betong i en vägkorsning utanför Hässleholm

En plattbro är en brotyp som är uppbyggd av en platta av till exempel betong eller trä.
Plattan utförs som fritt upplagd eller kontinuerlig (obruten platta vid mellanstöd). 
Utförs bron i ett spann brukar spännvidden maximalt bli 18 meter eftersom egentyngden annars blir för stor. En övre gräns för plattbroar är cirka 25 meter. Plattbron används vanligtvis då tillgänglig konstruktionshöjd är begränsad eller vid små spännvidder. Plattan används inte enbart som farbana utan också som huvudbärverk.